# Szczecin-Golenióws flygplats
Szczecin-Golenióws flygplats, uppkallad efter fackföreningen Solidaritet, polska: Port Lotniczy Szczecin-Goleniów im. NSZZ Solidarność (IATA: SZZ, ICAO: EPSC), är den internationella flygplatsen för Szczecins storstadsområde i nordvästra Polen, belägen 45 kilometer nordost om Szczecin i byn Glewice nära Goleniów.

## Historia
Flygplatsen anlades mellan 1953 och 1956 under Kalla kriget, på en plats 5 kilometer öster om Goleniów. Från början var det en militär flygbas av standardtyp med en 1 800 m gånger 45 m bana och grundläggande infrastruktur. År 1967 flyttades den civila flygtrafiken hit från Dąbie och i samband med detta fick den civila flygplatsen namnet Port Lotniczy Szczecin-Goleniów. Åren 1976–1977 förlängdes banan till 2 500 m samtidigt som en ny passagerarterminal konstruerades.
Banan och uppställningsplatserna genomgick en större renovering med start 1998, och året därpå uppgraderades flygplatsens elsystem och banbelysning. En ny passagerarterminal öppnades 2001, med ytterligare expansioner 2005. Åren 2004 till 2005 uppfördes också ett nytt flygledartorn. Efter att terminalbyggnaden färdigställts 2006 uppkallades flygplatsen efter fackförbundet Solidaritet, som spelat en viktig roll i Polens demokratisering.

## Kommunikationer
År 2013 öppnades ett 4 kilometer långt sidospår på järnvägen mellan Szczecin och Kołobrzeg, så att flygplatsen nu fick direkt järnvägsanslutning till Szczecin. Vardagar trafikeras linjen till centrala Szczecin med tre avgångar i vardera riktningen. Restiden till Szczecins centralstation är cirka 45 minuter och till Kołobrzeg cirka 90 minuter.
Bussförbindelse till centrala Szczecin finns och tar cirka 45 minuter.

## Trafikerande flygbolag
| Flygbolag  | Destinationer                                               |
| ---------- | ----------------------------------------------------------- |
| Enter Air  | Antalya                                                     |
| LOT        | Warszawa-Chopin                                             |
| Ryanair    | Dublin, Kraków, Liverpool, London-Stansted, Warszawa-Modlin |
| Smartwings | Korfu                                                       |
| Wizz Air   | Bergen, Sandefjord, Stavanger-Sola                          |